# Amaxia chaon
Amaxia chaon là một loài bướm đêm thuộc phân họ Arctiinae, họ Erebidae.